# Пишетт, Жан
Жан Пишетт (фр. Jean Pichette; род. 19 июля 1963 года в г. Леви, Квебеке) — канадский конькобежец, специализирующийся в шорт-треке. Участвовал на Олимпийских играх 1984 и Олимпийских играх 1988 годов в конькобежном спорте, чемпион мира по шорт-треку 1979 года в эстафете. 

## Биография
Жан Пишетт в 15 лет выступал на чемпионате Канады по спринтерскому многоборью среди взрослых и занял общее 4-е место, и на своём первом чемпионате мира по шорт-треку в Квебеке сразу выиграл золотую медаль в эстафете вместе с Луи Барилем,  Бенуа Барилем, Гаэтаном Буше и Луи Гренье. В 1980 году на юниорском чемпионате в классическом многоборье стал 27-м. а на следующий год Жан выиграл серебро юниорского чемпионата в абсолютном зачёте. В феврале 1982 года участвовал на взрослом чемпионате мира в многоборье в Ассене, где занял по сумме всех дистанции 21-е место, а следом через неделю на своём последнем юниорском чемпионате мира в Инсбруке завоевал третье место.
Следующие 2 года на чемпионатах мира по многоборью он занял соответственно 24-е и 33-е места в абсолютном зачёте. На Олимпийских играх в Сараево в 1984 году выступал на дистанции 5000 м и занял 38-е место, в декабре выиграл серебро на чемпионате Северной Америки. С 1986 по 1988 года Жан принимал участия в основном на этапах Кубка мира, где выше 20-х мест не поднимался. На Олимпийских играх в Калгари выступал на трёх дистанциях и занял на 1000 м 19-е, 1500 м - 10-е, 5000 м - 31-е место, и на чемпионате мира по многоборью в Медео занял высокое 5-е место.

## Работа тренером
Жан повесил коньки в 1989 году и вернулся в университет по связям с общественностью и связям. В начале 90-х годов он стал тренером и директором по маркетингу. В 1998 году вместе со сборной участвовал на Олимпийских играх в Нагано в качестве менеджера в Олимпийской деревне. После 10 лет в Калгари вернулся в свой родной город Квебек, где работал в компании, специализирующейся на тренировочном оборудовании с сенсорными экранами, а затем работал в продаже медицинского оборудования.

## Награды
- 1997 год - внесён в зал Славы конькобежного спорта Канады